# Опасные умы (саундтрек)
| Оценки критиков      | Оценки критиков |
| Источник             | Оценка          |
| -------------------- | --------------- |
| AllMusic             | [ 1 ]           |
| Entertainment Weekly | B+              |
| Washington Post      | положительная   |

Dangerous Minds: Music from the Motion Picture — саундтрек к фильму «Опасные умы», выпущенный в 1995 году лейблом MCA Records.
Альбом смог достичь первой строчки в чарте Billboard 200, а также второй в R&B Albums. Меньше чем за полгода альбому удалось получить в США три платиновых сертификации за более чем три миллиона проданных копий.

## Список композиций
| №   | Название                          | Исполнитель           | Длительность |
| --- | --------------------------------- | --------------------- | ------------ |
| 1.  | «Gangsta’s Paradise» (feat. L.V.) | Coolio                | 4:00         |
| 2.  | «Curiosity»                       | Aaron Hall            | 4:02         |
| 3.  | «Havin Thangs»                    | Big Mike              | 4:45         |
| 4.  | «Problems»                        | Rappin’ 4-Tay         | 3:30         |
| 5.  | «True O.G.» (feat. Static)        | Mr. Dalvin            | 3:40         |
| 6.  | «Put Ya Back Into It»             | Tre Black             | 5:42         |
| 7.  | «Don’t Go There»                  | 24-K                  | 3:31         |
| 8.  | «Feel the Funk»                   | Immature              | 4:44         |
| 9.  | «It’s Alright» (feat. Craig Mack) | Sista (Missy Elliott) | 5:12         |
| 10. | «A Message for Your Mind»         | Rappin’ 4-Tay         | 5:00         |
| 11. | «Gin & Juice» (feat. Static)      | DeVante Swing         | 5:08         |
| 12. | «This Is the Life»                | Wendy & Lisa          | 4:39         |

## Чарты
| Чарт (1995)                     | Пиковая позиция |
| ------------------------------- | --------------- |
| Австралия (ARIA)                | 1               |
| Австрия (Ö3 Austria)            | 1               |
| Бельгия/Фландрия (Ultratop)     | 23              |
| Бельгия/Валлония (Ultratop)     | 40              |
| Германия (Media Control)        | 12              |
| Нидерланды (Album Top 100)      | 56              |
| Новая Зеландия (RMNZ)           | 3               |
| Швейцария (Schweizer Hitparade) | 3               |
| Швеция (Sverigetopplistan)      | 38              |
| США (Billboard 200)             | 1               |
| США (R&B Albums)                | 2               |

## Сертификации и продажи
| Регион | Сертификация  | Продажи    |
| --- | ------------- | ---------- |
| Австралия (ARIA) | Платиновый    | 70 000^    |
| Австрия (IFPI Austria)                                                                                                   | Золотой       | 25 000*    |
| Канада (Music Canada) | 4× Платиновый | 400 000^   |
| Испания (PROMUSICAE) | Золотой       | 50 000^    |
| США (RIAA) | 3× Платиновый | 3 000 000^ |
| * Данные о продажах приведены только на основе сертификации. ^ Данные о тиражах приведены только на основе сертификации. |               |            |